# Лебедев, Алексей Константинович
Алексе́й Константи́нович Ле́бедев (9 декабря 1924, Данков — 11 июля 1993, Москва) — русский советский исполнитель на тубе, педагог, композитор, профессор Московской консерватории.

## Биография
Родился 9 декабря 1924 года в городе Данкове.
Участник Великой Отечественной войны, награждён орденом Отечественной войны I степени и медалями.
Член Союза композиторов СССР (РФ).
Умер 11 июля 1993 года в Москве.
В 1998 году удостоен высшей премии Международного общества TUBA (Всемирная братская ассоциация тубистов) (посмертно).

## Сочинения

### Музыкальные произведения
- Концерт № 1 для тубы и фортепиано (1947)
- Концерт № 2 для тубы и фортепиано
- Концертное аллегро для тубы и фортепиано (1949)
- Пьеса для валторны «Сказка»

### Методические работы
- Школа игры на тубе